# Národní kulturní památka Solivar
Národní kulturní památka Solivar je soubor technických památek, který se nachází na východním Slovensku v prešovské městské části Solivar.

## Historie
Unikátní komplex na těžbu soli ze solanky pochází ze 17. století, ačkoli samotná těžba soli v lokalitě začala již v roce 1571. Do souboru památek patří šachta Leopold, rezervoáry na solanku, huť, varna, sklad soli, kovárny a klepačka.
Těžba probíhala v jámě Leopold, nazývané také Císařská, která dosahuje hloubky až 155 metrů. Po téměř století těžby byla nad ní postavena budova gápla, kterým se dopravovala vytěžená sůl na povrch. Po zatopení jámy (šachty) se začala sůl získává ze solanky, která se čerpala v koženém měchu za pomoci koní. Zdejší gápel neboli žentour (z německého Göpel) patřil mezi největší ve střední Evropě.
Dřevěné zásobníky na vytěženou solanku byly vybudovány v roce 1815 a umožňovaly uskladnit až 10 560 hektolitrů vzácné suroviny. Nádrže stály na kamenných podstavcích, byly zastřešené a solanka byla do nich dopravována dřevěným potrubím z odkalovací nádrže. Z těchto nádrží putovala solanka předehřívací a pak do odpařovací nádrže, následně do okapových komor a sušárny. Odtud se již krystalická sůl převezla po kolejích do skladu a na expedici.
Hlavní solný sklad byl dobudován kolem roku 1825, varny František a Ferdinand z přelomu 18. a 19. století byly zbourány v roce 1931. Původní varna František shořela během požáru v roce 1819, ale mnohem ničivější byl požár 18. května 1986, kdy shořela architektonicky nejzajímavější část památky.
Areál doplňovaly i slané lázně, strojovna, vozovna a jiné stavby, které však již nemají původním vybavením. Na návrší se zachovala klepačka. Léčivé účinky jedinečné klimatu, světla a zvuku poskytuje solná jeskyně, která se využívá k léčbě chorob hrdla a průdušek, průduškového astmatu, zánětlivých stavů nosu a nosních dutin, pylové alergie, alergických změn kůže, neuróz a stavů vyčerpání.